# Klinthagen
Klinthagen este o arie protejată (arie specială de conservare — SAC, sit de importanță comunitară — SCI) din Suedia întinsă pe o suprafață de 177,4 ha, integral pe uscat.

## Localizare
Centrul sitului Klinthagen este situat la coordonatele 57°50′29″N 18°37′01″E / 57.8414°N 18.6169°E.

## Înființare
Situl Klinthagen a fost declarat sit de importanță comunitară în ianuarie 1998 pentru a proteja un număr necunoscut de specii din flora spontană și fauna sălbatică aflate în arealul zonei. Situl a fost protejat și ca arie specială de conservare în martie 2011.

## Biodiversitate
Situată în ecoregiunile boreală și marină baltică, aria protejată conține 6 habitate naturale: Litoraluri nisipoase din Baltica boreală cu vegetație perenă, Alvar nordic și șisturi calcaroase precambriene, Pajiști uscate seminaturale și facies de acoperire cu tufișuri pe substraturi calcaroase (Festuco-Brometalia) (* situri importante pentru orhidee), Vegetație perenă pe țărmurile stâncoase, Taiga vestică, Pante stâncoase calcaroase cu vegetație casmofită.
La baza desemnării sitului se află un număr nedeclarat de specii protejate.
Pe lângă speciile protejate, pe teritoriul sitului au mai fost identificate 2 specii de nevertebrate.